# I Loved You at Your Darkest
I Loved You at Your Darkest je jedenácté studiové album polské deathmetalové hudební skupiny Behemoth. Uvedeno bylo 5. října 2018 prostřednictvím společnosti Nuclear Blast. Skupina album nahrála v různých studiích v Polsku a USA, přičemž se kromě bicích postarala taktéž o produkci. Na bicích se jako koproducent podílel Daniel Bergstran. Deska byla smíchána zvukovým inženýrem Mattem Hydem a o mastering se postaral Tom Baker. Na nahrávání orchestrálních partů se podílel polský orchestr. Dětský sbor byl složen z dětí přátel a známých zpěváka Nergala, dle kterého by nejspíš spousta cizích rodičů nedovolila svým dětem zazpívat texty skupiny.
Přestože je hudba na albu stále „extrémní a radikální“, dle zpěváka Nergala jde taktéž o „nejvíce rockově orientovanou desku v historii kapely“. Tento fakt silně ovlivnila Nergalova záliba v kapele AC/DC. Texty se provokativní formou věnují náboženství.

## Seznam skladeb
| Pořadí         | Název                            | Délka |
| -------------- | -------------------------------- | ----- |
| 1.             | Solve                            | 2:04  |
| 2.             | Wolves ov Siberia                | 2:54  |
| 3.             | God = Dog                        | 3:58  |
| 4.             | Ecclesia Diabolica Catholica     | 4:49  |
| 5.             | Bartzabel                        | 5:01  |
| 6.             | If Crucifixion Was Not Enough... | 3:16  |
| 7.             | Angelvs XIII                     | 3:41  |
| 8.             | Sabbath Mater                    | 4:56  |
| 9.             | Havohej Pantocrator              | 6:04  |
| 10.            | Rom 5:8                          | 4:22  |
| 11.            | We Are the Next 1000 Years       | 3:23  |
| 12.            | Coagvla                          | 2:04  |
| Celková délka: | Celková délka:                   | 46:32 |

## Obsazení
- Nergal – kytara, zpěv
- Inferno – bicí, perkuse
- Orion – basová kytara, doprovodný zpěv

Technická podpora
- Daniel Bergstran – koprodukce bicích
- Matt Hyde – mixing
- Tom Baker – mastering